# Нім (округ)
Округ Нім (фр. Arrondissement de Nîmes) — округ у Франції, в департаменті Гар. 2023 року округ об'єднував 181 муніципалітет, населення становило 560 349 осіб.
Адміністративний центр (супрефектура) — Нім.

## Муніципалітети
Список муніципалітетів округу та їхні коди INSEE:
1. Арамон (30012)
2. Аржійє (30013)
3. Арпаярг-е-Ореяк (30014)
4. Аспер (30018)
5. Баньоль-сюр-Сез (30028)
6. Барон (30030)
7. Безус (30039)
8. Бельвезе (30035)
9. Бельгард (30034)
10. Берні (30036)
11. Блозак (30041)
12. Бовуазен (30033)
13. Бокер (30032)
14. Буассьєр (30043)
15. Бурдік (30049)
16. Буярг (30047)
17. Валлабрег (30336)
18. Валлабрі (30337)
19. Валлерарг (30338)
20. Валлігіер (30340)
21. Венежан (30342)
22. Вер-Пон-дю-Гар (30346)
23. Вержез (30344)
24. Верфей (30343)
25. Вестрик-е-Кандьяк (30347)
26. Вільв'єй (30352)
27. Вільнев-лез-Авіньйон (30351)
28. Вовер (30341)
29. Гажан (30122)
30. Галларг-ле-Монтюе (30123)
31. Гарон (30125)
32. Гарриг-Сент-Елалі (30126)
33. Гожак (30127)
34. Гударг (30131)
35. Домазан (30103)
36. Домессарг (30104)
37. Дьйон (30102)
38. Ег-Вів (30004)
39. Егальє (30001)
40. Ег-Морт (30003)
41. Егез (30005)
42. Емарг (30006)
43. Естезарг (30107)
44. Женерак (30128)
45. Жонк'єр-Сен-Венсан (30135)
46. Жунас (30136)
47. Іссірак (30134)
48. Кабрієр (30057)
49. Каверак (30075)
50. Кавілларг (30076)
51. Кальвіссон (30062)
52. Канн-е-Клеран (30066)
53. Карсан (30070)
54. Кастійон-дю-Гар (30073)
55. Кессарг (30060)
56. Кларансак (30082)
57. Кодоле (30084)
58. Кодоньян (30083)
59. Коллорг (30086)
60. Кольяс (30085)
61. Ком (30089)
62. Комбас (30088)
63. Конжені (30091)
64. Конно (30092)
65. Корнійон (30096)
66. Кресп'ян (30098)
67. Ла-Бастід-д'Анграс (30031)
68. Ла-Брюг'єр (30056)
69. Ла-Кальметт (30061)
70. Ла-Капель-е-Мамолен (30067)
71. Ла-Рок-сюр-Сез (30222)
72. Ла-Рув'єр (30224)
73. Лаваль-Сен-Роман (30143)
74. Ланглад (30138)
75. Ле-Гарн (30124)
76. Ле-Гро-дю-Руа (30133)
77. Ле-Каяр (30059)
78. Ле-Пен (30196)
79. Леденон (30145)
80. Лез-Англь (30011)
81. Лек (30144)
82. Лірак (30149)
83. Лоден-л'Ардуаз (30141)
84. Люссан (30151)
85. Мандюель (30155)
86. Маргеритт (30156)
87. Мейн (30166)
88. Мійо (30169)
89. Монклю (30175)
90. Монмірат (30181)
91. Монпезат (30182)
92. Монтаньяк (30354)
93. Монтаран-е-Сен-Медьє (30174)
94. Монтіньярг (30180)
95. Монфокон (30178)
96. Монфрен (30179)
97. Морессарг (30163)
98. Мулезан (30183)
99. Муссак (30184)
100. Мюс (30185)
101. Наж-е-Солорг (30186)
102. Нім (30189)
103. Обе (30019)
104. Обор (30020)
105. Обюссарг (30021)
106. Ожарг (30023)
107. Орсан (30191)
108. Париньярг (30193)
109. Пон-Сент-Еспрі (30202)
110. Пузьяк (30207)
111. Пуль (30206)
112. Пуньядоресс (30205)
113. Пюжо (30209)
114. Редессан (30211)
115. Ремулен (30212)
116. Родьян (30356)
117. Рокмор (30221)
118. Рошфор-дю-Гар (30217)
119. Сабран (30225)
120. Саз (30315)
121. Салазак (30304)
122. Салінель (30306)
123. Саньяк-Сагрієс (30308)
124. Сен-Бозелі (30233)
125. Сен-Бонне-дю-Гар (30235)
126. Сен-Віктор-дез-Уль (30301)
127. Сен-Віктор-ла-Кост (30302)
128. Сен-Дезері (30248)
129. Сен-Дьйонізі (30249)
130. Сен-Женьєс-де-Комолас (30254)
131. Сен-Женьєс-де-Мальгуарес (30255)
132. Сен-Жерве (30256)
133. Сен-Жервазі (30257)
134. Сен-Жиль (30258)
135. Сен-Жульєн-де-Пейролас (30273)
136. Сен-Ілер-д'Озьян (30260)
137. Сен-Іпполіт-де-Монтегю (30262)
138. Сен-Кантен-ла-Потрі (30295)
139. Сен-Клеман (30244)
140. Сен-Ком-е-Марюежоль (30245)
141. Сен-Кристоль-де-Родьєр (30242)
142. Сен-Лоран-д'Егуз (30276)
143. Сен-Лоран-де-Карноль (30277)
144. Сен-Лоран-дез-Арбр (30278)
145. Сен-Лоран-ла-Вернед (30279)
146. Сен-Максімен (30286)
147. Сен-Мамер-дю-Гар (30281)
148. Сен-Марсель-де-Карере (30282)
149. Сен-Мішель-д'Езе (30287)
150. Сен-Назер (30288)
151. Сен-Поле-де-Кессон (30290)
152. Сен-Поль-ле-Фон (30355)
153. Сен-Пон-ла-Кальм (30292)
154. Сен-Сіффре (30299)
155. Сен-Шапт (30241)
156. Сент-Александр (30226)
157. Сент-Анастазі (30228)
158. Сент-Андре-де-Рокпертюї (30230)
159. Сент-Андре-д'Олерарг (30232)
160. Сент-Етьєнн-де-Сор (30251)
161. Серв'є-е-Лабом (30319)
162. Сернак (30317)
163. Совтерр (30312)
164. Созе (30313)
165. Сомм'єр (30321)
166. Сувіньярг (30324)
167. Тавель (30326)
168. Тезьє (30328)
169. Треск (30331)
170. Фло (30110)
171. Фон (30112)
172. Фон-сюр-Люссан (30113)
173. Фонтанес (30114)
174. Фонтареш (30115)
175. Фуассак (30111)
176. Фурк (30117)
177. Фурнес (30116)
178. Шуклан (30081)
179. Юзес (30334)
180. Юшо (30333)